# Grecia (tổng)
Grecia là một tổng trong tỉnh Alajuela, Costa Rica. Tổng này có diện tích 395,72 km², dân số năm 2008 là 74860 người..